# Victor Maurel

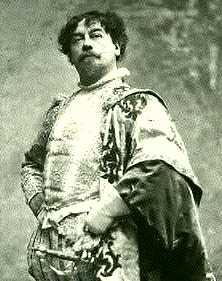
Victor Maurel i titelrollen i Don Juan (Mozart).

Victor Maurel, född den 17 juni 1848 i Marseille, död den 22 oktober 1923 i New York, var en fransk operasångare. 
Maurel var utbildad vid konservatoriet i Paris, uppträdde på Stora operan där 1868 och uppbar stora barytonpartier i Italien, Spanien, Ryssland, Amerika samt dessemellan i Paris. Han gjorde sig ett namn som sångpedagog med Le chant rénové par la science (1892) med flera skrifter.